# 第18回サンフランシスコ・ベイエリア映画批評家協会賞
第18回サンフランシスコ・ベイエリア映画批評家協会賞は2019年の映画を対象としており、2019年12月13日にノミネーションが発表され、受賞者は16日に発表された。

## 受賞・ノミネート一覧
※受賞は太字。

### 作品賞
- 『1917 命をかけた伝令』
- 『ワンス・アポン・ア・タイム・イン・ハリウッド』
- 『パラサイト 半地下の家族』
- 『マリッジ・ストーリー』
- 『アイリッシュマン』

### 監督賞
- サム・メンデス - 『1917 命をかけた伝令』
- ノア・バームバック - 『マリッジ・ストーリー』
- ジョー・タルボット - 『ラストブラックマン・イン・サンフランシスコ』
- クエンティン・タランティーノ -『ワンス・アポン・ア・タイム・イン・ハリウッド』
- マーティン・スコセッシ - 『アイリッシュマン』
- ポン・ジュノ - 『パラサイト 半地下の家族』

### 主演男優賞
- アントニオ・バンデラス - 『ペイン・アンド・グローリー』
- アダム・サンドラー - 『アンカット・ダイヤモンド』
- レオナルド・ディカプリオ - 『ワンス・アポン・ア・タイム・イン・ハリウッド』
- アダム・ドライバー - 『マリッジ・ストーリー』
- ホアキン・フェニックス - 『ジョーカー』

### 主演女優賞
- スカーレット・ヨハンソン - 『マリッジ・ストーリー』
- アルフレ・ウッダード - 『Clemency』
- ルピタ・ニョンゴ - 『アス』
- シャーリーズ・セロン - 『スキャンダル』
- オークワフィナ - 『フェアウェル』

### 助演男優賞
- ウィレム・デフォー - 『The Lighthouse』
- ソン・ガンホ - 『パラサイト 半地下の家族』
- アル・パチーノ - 『アイリッシュマン』
- ジョー・ペシ - 『アイリッシュマン』
- ブラッド・ピット - 『ワンス・アポン・ア・タイム・イン・ハリウッド』

### 助演女優賞
- ローラ・ダーン - 『マリッジ・ストーリー』
- スカーレット・ヨハンソン - 『ジョジョ・ラビット』
- ジェニファー・ロペス - 『ハスラーズ』
- マーゴット・ロビー - 『スキャンダル』
- チャオ・シューチェン - 『フェアウェル』

### 脚本賞
- クエンティン・タランティーノ - 『ワンス・アポン・ア・タイム・イン・ハリウッド』
- ポン・ジュノ、ハン・ジンウォン - 『パラサイト 半地下の家族』
- ノア・バームバック - 『マリッジ・ストーリー』
- ルル・ワン - 『フェアウェル』
- ライアン・ジョンソン - 『ナイブズ・アウト/名探偵と刃の館の秘密』

### 脚色賞
- ノア・ハープスター、ミカ・フィッツァーマン=ブルー - 『幸せへのまわり道』
- ローリーン・スカファリア - 『ハスラーズ』
- スティーヴン・ザイリアン - 『アイリッシュマン』
- タイカ・ワイティティ - 『ジョジョ・ラビット』
- グレタ・ガーウィグ - 『ストーリー・オブ・マイライフ/わたしの若草物語』

### 撮影賞
- ロジャー・ディーキンス - 『1917 命をかけた伝令』
- イェルク・ヴィトマー - 『名もなき生涯』
- アダム・ニューポート＝ベラ - 『ラストブラックマン・イン・サンフランシスコ』
- ロバート・リチャードソン - 『ワンス・アポン・ア・タイム・イン・ハリウッド』
- ジェアリン・ブラシュケ - 『The Lighthouse』

### 編集賞
- 『フォードvsフェラーリ』
- 『ワンス・アポン・ア・タイム・イン・ハリウッド』
- 『1917 命をかけた伝令』
- 『アイリッシュマン』
- 『パラサイト 半地下の家族』

### 作曲賞
- 『ラストブラックマン・イン・サンフランシスコ』
- 『ストーリー・オブ・マイライフ/わたしの若草物語』
- 『ジョーカー』
- 『1917 命をかけた伝令』
- 『マリッジ・ストーリー』

### 美術賞
- 『ミッドサマー』
- 『ワンス・アポン・ア・タイム・イン・ハリウッド』
- 『1917 命をかけた伝令』
- 『アイリッシュマン』
- 『パラサイト 半地下の家族』

### アニメ映画賞
- 『失くした体』
- 『ヒックとドラゴン 聖地への冒険』
- 『ミッシング・リンク 英国紳士と秘密の相棒』
- 『クロース』
- 『トイ・ストーリー4』

### 特別賞
- 『The Cat and the Moon』
- 『Fiddler: A Miracle of Miracles』
- 『カメラを止めるな!』
- 『Socrates』

### 外国語映画賞
- 『レ・ミゼラブル』 フランス
- 『ペイン・アンド・グローリー』 スペイン
- 『燃ゆる女の肖像』 フランス
- 『パラサイト 半地下の家族』 韓国
- 『未来を乗り換えた男』 ドイツ

### ドキュメンタリー映画賞
- 『アポロ11 完全版』
- 『Maiden』
- 『アメリカン・ファクトリー』
- 『娘は戦場で生まれた』
- 『一人っ子の国』

### マーロン・リッグス賞
- ジョー・タルボット、ジミー・フェイルズ - 『ラストブラックマン・イン・サンフランシスコ』